# Trémuson
Trémuson település Franciaországban, Côtes-d’Armor megyében. Lakosainak száma 2238 fő (2022. január 1.). Trémuson La Méaugon, Plélo, Plérin, Plerneuf, Ploufragan és Pordic községekkel határos.

## Népesség
A település népessége az elmúlt években az alábbi módon változott:
| Lakosok száma | 778  | 1168 | 1482 | 1782 | 1981 | 2015 | 2069 | 2148 | 2187 | 2238 |
|               | 1968 | 1982 | 1990 | 2006 | 2013 | 2015 | 2017 | 2019 | 2020 | 2022 |